# Asia Rugby Championship 2018
Asia Rugby Championship 2018 – czwarta edycja corocznego turnieju organizowanego pod auspicjami Asia Rugby dla trzech najlepszych azjatyckich męskich reprezentacji rugby union. Turniej został rozegrany od 28 kwietnia do 2 czerwca 2018 roku, a jego zwycięzcą została reprezentacja Hongkongu.
Dla reprezentacji Hongkongu zwycięstwo w tych rozgrywkach oznaczało zdobycie pierwszego w historii tytułu mistrza Azji. Niepokonana w rozgrywkach, awansowała do kolejnej rundy kwalifikacji do Pucharu Świata 2019 – dwumeczu z drużyną Wysp Cooka.

## System rozgrywek
Edycja ta stanowiła ostatni etap azjatyckich kwalifikacji do Pucharu Świata 2019, toteż nie uczestniczył w nich zdobywca tytułu mistrzowskiego sprzed roku – reprezentacja Japonii, która zapewniła sobie awans do światowych rozgrywek już wcześniej. Grono trzech uczestników uzupełnił triumfator Dywizji 1 poprzedniego sezonu – Malezja. Rozgrywki prowadzone były systemem ligowym w trzyzespołowej obsadzie. Zwycięzca meczu zyskiwał cztery punkty, za remis przysługiwały dwa punkty, zaś porażka nie była punktowana. Punkt bonusowy można było otrzymać za zdobycie przynajmniej czterech przyłożeń lub też za przegraną nie więcej niż siedmioma punktami. Rozkład gier przedstawiono w lutym 2018 roku.

## Uczestnicy
| Reprezentacja    | Miejsce w 2017    | Stadiony                        |
| ---------------- | ----------------- | ------------------------------- |
| Hongkong         | 2.                | Hong Kong Football Club Stadium |
| Korea Południowa | 3.                | Namdong Asiad Rugby Field       |
| Malezja          | awans z Dywizji 1 | Stadion Narodowy Bukit Jalil    |

## Mecze
| 28 kwietnia 201816:30 | Malezja | 10:35 | Korea Południowa | Stadion Narodowy Bukit Jalil, Bukit Jalil Sędzia: Timothy Baker |
| 28 kwietnia 201816:30 |         | 10:35 |                  | Stadion Narodowy Bukit Jalil, Bukit Jalil Sędzia: Timothy Baker |

| 5 maja 201816:30 | Malezja | 8:67 | Hongkong | Stadion Narodowy Bukit Jalil, Bukit Jalil Sędzia: Shuhei Kubo |
| 5 maja 201816:30 |         | 8:67 |          | Stadion Narodowy Bukit Jalil, Bukit Jalil Sędzia: Shuhei Kubo |

| 12 maja 201816:30 | Korea Południowa | 21:30 | Hongkong | Namdong Asiad Rugby Field, Inczon Sędzia: Shuhei Kubo |
| 12 maja 201816:30 |                  | 21:30 |          | Namdong Asiad Rugby Field, Inczon Sędzia: Shuhei Kubo |

| 19 maja 201816:30 | Korea Południowa | 67:12 | Malezja | Namdong Asiad Rugby Field, Inczon Sędzia: Stephen Copeman |
| 19 maja 201816:30 |                  | 67:12 |         | Namdong Asiad Rugby Field, Inczon Sędzia: Stephen Copeman |

| 26 maja 201816:00 | Hongkong | 91:10 | Malezja | Hong Kong Football Club Stadium, Hongkong Sędzia: Shuhei Kubo |
| 26 maja 201816:00 |          | 91:10 |         | Hong Kong Football Club Stadium, Hongkong Sędzia: Shuhei Kubo |

| 2 czerwca 201816:00 | Hongkong | 39:5 | Korea Południowa | Hong Kong Football Club Stadium, Hongkong Sędzia: Shuhei Kubo |
| 2 czerwca 201816:00 |          | 39:5 |                  | Hong Kong Football Club Stadium, Hongkong Sędzia: Shuhei Kubo |